# Ferdinand von Sammern-Frankenegg
Ferdinand von Sammern-Frankenegg, född den 17 mars 1897 i Grieskirchen, död den 20 september 1944 i Banja Luka, var en tysk promoverad jurist och SS-Brigadeführer. Han var 1942–1943 SS- och polischef i Warszawa.

## Biografi
von Sammern-Frankenegg inträdde i Nationalsocialistiska tyska arbetarepartiet (NSDAP) och Schutzstaffel (SS) år 1932. I november 1942 utnämndes han till ställföreträdande SS- och polischef i distriktet Warszawa och kom att leda deportationerna av omkring 300 000 judar från Warszawas getto till förintelselägret Treblinka. 
Den 16 april 1943 utbröt upproret i Warszawas getto. Då den inledande tyska offensiven misslyckades, ersattes von Sammern-Frankenegg med Jürgen Stroop. von Sammern-Frankenegg förflyttades som polischef till Osijek i Kroatien. I ett bakhåll sköts han ihjäl av jugoslaviska partisaner.